# 博物館站 (都柏林輕軌)
詹姆斯站站（英語：Museum）是一個位於愛爾蘭都柏林的都柏林轻轨站，在2004年通車，靠近爱尔兰国家博物馆—装饰艺术与历史馆。